# ERA A
O ERA A foi o chassi com o qual a ERA disputou o GP de Mônaco de 1950.
Teve como piloto Bob Gerard.